# Fundición prensada
La fundición prensada es un procedimiento de fundición.

## Principios
Este procedimiento combina las características de la fundición y la forja, de forma que no se hace necesario el uso de canales de alimentación ni de mazarotas. La fundición prensada se basa en el principio de la solidificación prensada del metal fundido usando un juego de utillajes y una prensa hidráulica.

## Funcionamiento
Se coloca el juego de utillajes en la prensa hidráulica y se precalientan hasta la temperatura de trabajo. Se introduce una cantidad exacta de metal fundido en la parte inferior del troquel y se activa la prensa. Cuando se cierran la parte superior e inferior del troquel, el utillaje obliga al metal a rellenar las cavidades definidas por el juego de troqueles y el metal es presionado. La presión se mantiene hasta la completa solidificación de la pieza. Ello fuerza al metal a tener un contacto muy estrecho con las superficies del troquel, obteniendo una reproducción exacta de la superficie.
- Datos: Q2888375